# Thomas Pavel
Thomas Pavel (Bucarest, Rumania; 4 de abril de 1941) es un teórico, crítico y novelista literario que actualmente enseña en la Universidad de Chicago.

## Biografía
Thomas Pavel recibió una maestría en Lingüística de la Universidad de Bucarest en 1962, y un ciclo de Doctorado 3e de Écoles des Hautes Études en Sciences Sociales, París, en 1971, después de desertar a Francia en 1969. Enseñó en la Universidad de Ottawa desde 1971 a 1981, y en la Universidad de Quebec en Montreal de 1981 a 1986; la Universidad de California Santa Cruz desde 1986 a 1990 y la Universidad de Princeton desde 1990 hasta 1998. Fue profesor visitante en la Universidad de Ámsterdam, la Universidad de Harvard, la Universidad de California, Berkeley y la Escuela de Altos Estudios en Ciencias Sociales. Desde 1998, ha estado enseñando en la Universidad de Chicago, donde ahora es Gordon J. Laing, Profesor de Servicio Distinguido en el Comité de Pensamiento Social y los Departamentos de Lenguas Románticas y Literatura Comparada.
En 1999, fue elegido miembro de la Academia Americana de las Artes y las Ciencias. Fue nombrado Chevalier des Arts et des Lettres en Francia en 2004 y recibió la Orden de Mérito Cultural de Rumania en 2011. Ocupó la Cátedra Internacional en el Collège de France, París en 2005-2006 y fue miembro del Instituto de Estudios Avanzados (Wissenschaftskolleg) en Berlín en 2010-2011.

## Carrera

### Estudios en Narratología
Pavel comenzó su carrera académica como colaborador del estructuralismo y la semiótica, dos movimientos que experimentaron con técnicas lingüísticas en el estudio de la literatura. En sus libros “La sintaxis, narrativa de las tragedias de Corneille” (1976) y “La poética de la trama” (1985), esbozó una gramática transformadora de argumentos literarios inspirados en la lingüística de Noam Chomsky. Argumentó que una historia o una obra de teatro no es una mera sucesión de movimientos preestablecidos, sino que implica el paso de un problema inicial (una transgresión o una falta) a una serie de soluciones exitosas o no exitosas. El modelo de Pavel usó estructuras en forma de árbol para representar los vínculos entre los desafíos que enfrentan los personajes y las acciones que toman. Para explicar estas acciones, la trama-gramática de Pavel incluía "máximas" que expresaban los ideales correctos o incorrectos que guiaban a los personajes. La trama de las tragedias históricas de Shakespeare, por ejemplo, no tendría sentido si los personajes principales no siguieran la máxima según la cual "una corona terrenal es el bien más alto". Pavel también criticó las nociones de estilo de época.

### Una evaluación del estructuralismo
Aunque interesado en el uso experimental de modelos lingüísticos en la literatura, Pavel se oponía al uso dogmático del estructuralismo como un método universal para el estudio de la cultura. En “Le Mirage linguistique” (1988), traducido al inglés y ampliado como “The Spell of Language” (2001), argumentó que varios pensadores franceses importantes (Claude Strauss, Jacques Derrida y Michel Foucault) utilizaron nociones lingüísticas de una manera metafórica más que rigurosa. Del mismo modo, en “Inflexions de voix” (Inflexiones de voz) (1976), Pavel describe el lenguaje como el sitio privilegiado de los ideales y, al mismo tiempo, como la prueba existencial de que los humanos raramente pueden cumplirlos.

### Mundos de ficción e historia literaria
Al tratar de explicar, más allá de la sintaxis narrativa, el contenido de las obras literarias, Pavel se interesó en la lógica de los mundos posibles, así como en la filosofía del arte y la literatura. En “Fictional Worlds” (1986), Pavel señaló que la verdad general de un texto literario no depende de la verdad de las proposiciones individuales que pertenecen a ese texto. La reflexión sobre la ficción literaria no necesita identificar y eliminar proposiciones falsas, como es necesario hacerlo en la historia o en la ciencia. Las obras literarias son estructuras salientes en el que un mundo secundario, ficticio, incluye entidades y estados de cosas que carecen de un corresponsal en el mundo básico y primario. Al dividir el universo en áreas sagradas y profanas, la mente religiosa postula tales estructuras sobresalientes; de manera similar, una obra de ficción en la que Londres incluye a Sherlock Holmes entre sus habitantes es ficticiamente destacada con respecto a la ciudad real. Los textos literarios, argumenta, no dependen de uno y solo un mundo ficticio saliente: también pueden referirse a mundos ficticios alternativos, al mundo real, a las religiones activas o a las mitologías descartadas. Dado que la literatura involucra hábitos y tradiciones culturales, y obedece a restricciones específicas de género y estilo, Pavel recomendó que se examinara la ficcionalidad desde tres puntos de vista: la semántica de las estructuras salientes, la pragmática de las tradiciones culturales y la estilística de las restricciones textuales.
Al igual que “The Poetics of Plot” , “Fictional “ critica las generalizaciones historicistas. Al discutir la noción de modos miméticos (alto, bajo, irónico) que, según Northrop Frye, se reemplazaron entre sí durante la historia de la ficción europea, Pavel argumentó que estos tres modos, y quizás otros modos, también se pueden encontrar en prácticamente todas las culturas y periodos históricos.
En “L'Art de l'éloignement” (El Arte de la Distancia) (1996), se convirtió en su posición más matizada. El libro explora los múltiples mundos imaginarios presentados por la literatura francesa del siglo XVII, rechazando así la idea de un estilo de período homogéneo, a veces llamado Zeitgeist o episteme. Sin embargo, Pavel afirmó que al enfatizar la distancia entre sus mundos ficticios y el mundo real, la literatura del siglo XVII es históricamente diferente de la literatura de los siglos XIX y XX, que a menudo trata de mantenerse lo más cerca posible de su literatura. La experiencia del público.
En “De Barthes à Balzac” (1998), coautor de Claude Bremond, incluye un estudio del relato breve de Balzac, Sarrasine, que reúne lecturas minuciosas, análisis estructural y consideraciones historicistas.

### La apelación de la literatura: Las vidas de la novela
Más tarde, en su “Comment écouter la littérature” (Cómo escuchar la literatura), Pavel dirigió su atención al atractivo directo y sin problemas de las obras literarias. La exploración de lo que hace que las obras literarias sean más atractivas continuó en “La Vida de la Novela: una historia” (2013), una versión sustancialmente revisada de La Pensée du Roman (2003).
El lector, argumenta ahora, solo puede escuchar literatura, en lugar de estudiarla e interpretarla en exceso, porque las obras literarias, independientemente de la región y el período histórico en que se crearon, revelan ideales y normas que son accesibles para todos. La Vida de la Novela narra la historia de la novela desde sus orígenes griegos antiguos hasta el presente, basándose en el supuesto de que las narraciones antiguas y las más recientes se refieren a los seres humanos, sus valores, sus pasiones y sus acciones, por lo que son comprensibles a través de las fronteras de tiempo y culturas. Pavel señala que el género siempre ha implicado un fuerte debate entre la idealización de la acción humana y la crítica de su imperfección. Los lectores del siglo XXI no viven en la Edad Media, el Renacimiento o el siglo XVIII; sin embargo, debido a este debate, la historia sublime de Tristán, el cómic de Don Quijote y la problemática de Moll Flanders son todavía Inmediatamente accesibles para ellos. La historia, concluye Pavel, debe ser sensible a la capa de permanencia que subyace al cambio cultural.

### Otras Actividades
Pavel publicó dos obras de ficción: “Le Miroir persan” (El Espejo Persa), un ciclo de historias que juegan con mundos ficticios, y “La sixième branche” (La Sexta Rama), una novela de amor, traición y perdón.
Cofundó y coeditó con Mark Lilla la serie “New French Thought” , Princeton University Press (1994 - 2010), dedicada a llevar los debates intelectuales franceses innovadores a la audiencia de habla inglesa. La serie publicó traducciones de libros de Jacques Bouveresse, Monique Canto-Sperber, Antoine Compagnon, Jean-Pierre Dupuy, Marcel Gauchet, Blandine Kriegel, Gilles Lipovetsky, Pierre Manent, Alain Renaut, Pierre Rosanvallon y Jean-Marie Schaeffer.
Las obras de Pavel se han publicado en inglés, francés, italiano, español, portugués, rumano, checo y japonés.